# مجنون هیتلر
مجنون هیتلر (انگلیسی: Hitler's Madman) یک فیلم درام آمریکایی به کارگردانی داگلاس سیرک است که در سال ۱۹۴۳ منتشر شد.

## بازیگران
- جان کارادین در نقش راینهارت هایدریش
- هوارد فریمن در نقش هاینریش هیملر
- آلن کورتیس
- پاتریشیا موریسون
- رالف مورگن
- ادگار کندی
- اوا گاردنر (نامش در عنوان‌بندی نیامده)
- فرانک هاگنی
- فرد آلدریچ
- لستر دُر